# オフ＝オロセガ島

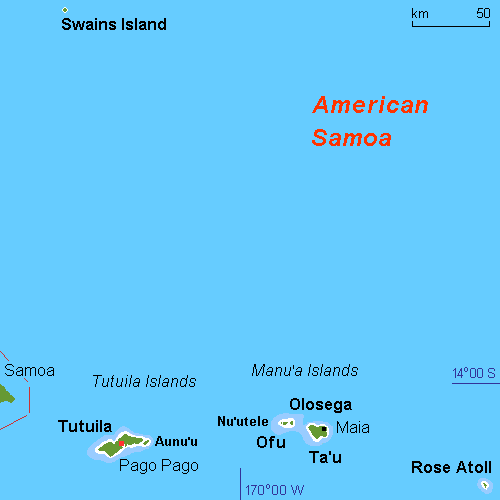
オフ島及びオロセガ島地図

オフ島（Ofu）、及びオロセガ島（Olosega）は、アメリカ領サモアの島。マヌア諸島に属する。西がオフ島、東がオロセガ島で、両島合わせて東西6km、南北2kmに広がる。双方とも楯状火山の火山島で、地質や地形もよく似ている双子島である。両島の間はわずか137mのアサガ海峡によって隔てられているだけで、しかもこの海峡は浅く、サンゴ礁によって天然の橋のようになっており、干潮時には歩いて行き来ができる。1970年には両島を結ぶ1車線のオフ・オロセガ橋が開通し、満潮時や車でも両島を行き来することができるようになり、両島の村同士の結びつきはさらに深くなった。
オフ島の最高峰は491mのトゥムトゥム山で、オロセガ島の最高峰は629mのピウマフア山である。直近で火山活動があったのは1866年で、オロセガ島の3km南東で起こった。
1980年代に太平洋の考古学者であるPatrick Vinton Kirchによってオフ島南部海岸に2kmにわたって広がるトオアガ遺跡で実施された発掘調査で陶器や貝殻、手斧や骨が見つかり、古代のポリネシアやサモアの文化を解明するための貴重な手がかりとなった。この中には典型的なラピタ人の土器も含まれており、これにより少なくとも3000年前にはこの島に人類が居住していたことが明らかとなった。

## オフ島

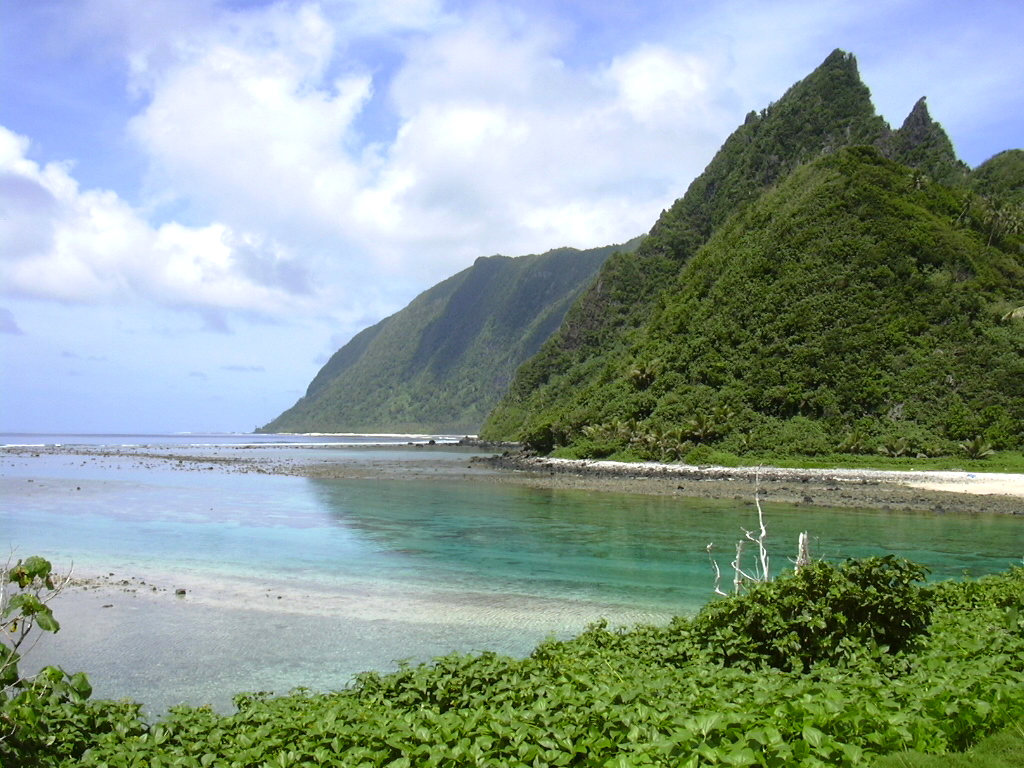
オロセガ島南岸から望むオフ島

オフ島はこの島の西部に当たる。北岸は絶壁で、西岸にオフ村とアラウファウ村の2つの村がある。中心地はオフ村である。沖合いにヌウテレ島という小島が浮かんでいる。トアガ地区をはじめとする島の南岸の大部分は海洋性の豊かな生態系が維持されており、アメリカン・サモア国立公園に指定されている。島の面積は7.215 km²、人口は289人（2000年）。マヌア地区のオフ郡に属する。

## オロセガ島
オロセガ島もオフ島と同じく、巨大な火山が沈んでカルデラの一辺のみが海上に残ったものである。マヌア地区のオロセガ郡に属する。面積5.163km²、人口216人（2000年）。東岸は絶壁で、住民は北西岸にシリ、南西岸にオロセガの二つの村を作って居住しているが、シリ村及び北西岸はサイクロンで甚大な被害を受けてほぼ無人地帯となり、現在はオロセガ村と南西岸に住民のほとんどが居住している。

## ギャラリー

オフ＝オロセガ島の風景
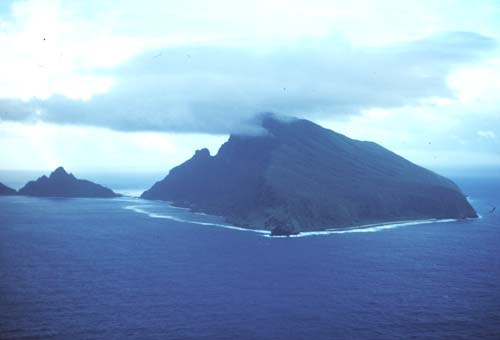
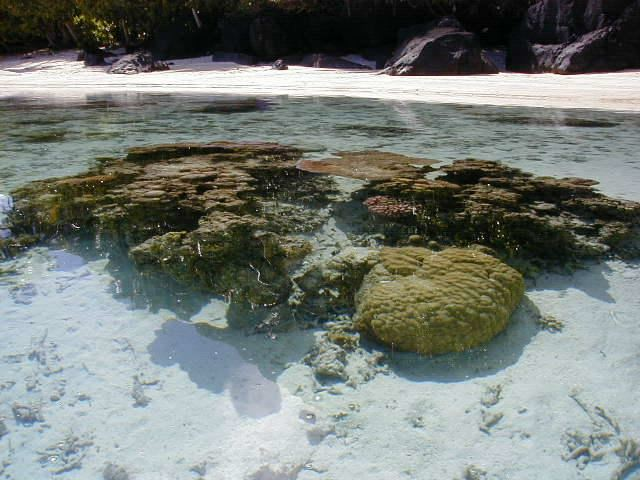
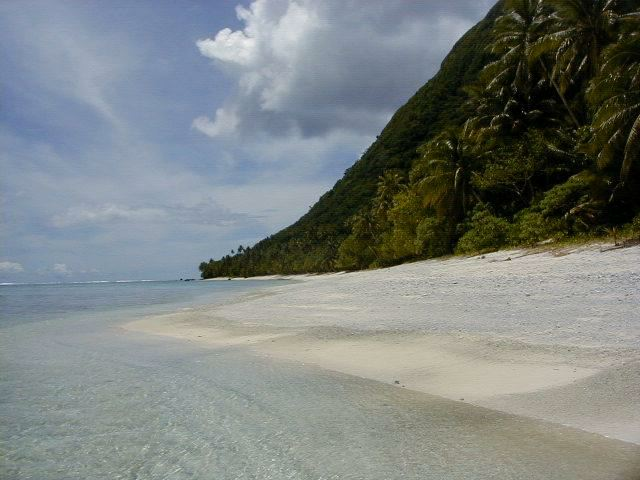
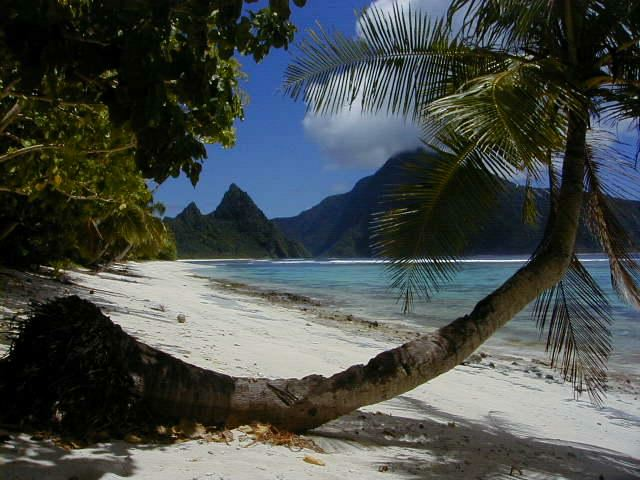